# Фаулер, Фрэнсис
Фрэнсис Фаулер (англ. Frances (Herrick) Fowler; 1864—1943) — американская художница, работавшая преимущественно в штате Кентукки.

## Биография
Родилась в июне 1864 года в городе Боулинг-Грин (англ. Bowling Green), штат Кентукки. В детстве переехала с семьей в штат Теннесси, где посещала школу-интернат в Кларксвилле. Позднее обучалась в Университете Вандербильта.
Была студенткой у американской художницы Эллы Хергесхаймер (англ. Ella Sophonisba Hergesheimer).
В 1895 году, в городе Колумбия, вышла замуж за судью Эдварда Стэйси Фаулера из штата Теннесси, проживала с ним на западе США. После его смерти в 1908 году, Фрэнсис вернулась в Боулинг-Грин и продолжила обучение у Хергесхаймер. Также заведовала магазином сувениров. Много путешествовала по Европе — была в Англии и Италии, где изучала искусство.
Писала главным образом пейзажи и натюрморты.
Умерла 5 июня 1943 года в родном городе.